# Catalogage de la collection muséale
Le catalogue de la collection muséale, objet de musée ou œuvre d’art, consiste d’un inventaire descriptif et méthodique. 
Pour la bonne pratique du catalogage de la collection muséale, le CIDOC (comité international pour la documentation) standardise le processus de catalogage et de documentation muséale à l’aide de la Déclaration des principes de la documentation muséale.

## Catalogage de la collection muséale
Selon les recommandations du document : « comment gérer un musée: manuel pratique », publié par l'UNESCO, le contrôle d'inventaire et catalogage s’insère dans la pratique de documentation muséal. Le catalogage est important pour le développement et l'usage de l'information généré par une institution muséale. Il est donc recommandé la création de fiches individuelles qui doivent être remplies lors de l'examen de l'objet. Ces fiches servent à documenter la recherche, informer le public, alimenter les expositions, les programmes éducatifs, le développement, la gestion et la sécurité des collections. Pour satisfaire à tous ces usages, les fiches d’inventaire doivent être structurées logiquement par catégorie ou par champ auquel se rattachent des données spécifiques . Vous trouverez des exemples de création de fiches de catalogage dans l'ouvrage cité et des exercices pour mettre à jour les fiches existantes dans une institution muséale.
« La documentation muséale englobe le développement et l'exploitation des informations concernant des objets au sein d'une collection muséale et les procédures qui permettent la gestion de la collection. Ces informations doivent être enregistrées par écrit, ou sous une forme numérique, dans un système de documentation muséale et devraient être accessibles au personnel, aux chercheurs et au public. Avec une documentation efficace, un musée devrait être en mesure de faciliter :
- La politique d’acquisition
- L'entretien des collections et la responsabilisation
- L'accès aux collections, leur interprétation et leur utilisation
- La recherche basée sur les collections[3] »

L’activité documentaire est une fonction primordiale de l’institution muséale, la documentation des collections et des expositions doivent accompagner les objets en vue de sa conservation et préservation. « Intégrée au code de déontologie de l’ICOM (International Council of Museums, 2013 : 5), la documentation se présente comme une nécessité et une obligation dans la gestion de toute collection : « Elle doit fournir l’identification et la description complètes de chaque article, de ses éléments associés, de sa provenance, de son état, des traitements qu’il a subis et de sa localisation. »»
De cette manière, toute institution muséale doit adopter une politique de gestion de collection. Deux facteurs doivent être pris en considération :
1. La forme du support que privilégie le musée pour la consignation des renseignements. Par exemple : papier ou numérique.
2. Quelle sera la norme de catalogage et de documentation utilisée par les professionnels. Par exemple : la norme du CIDOC – CRM.

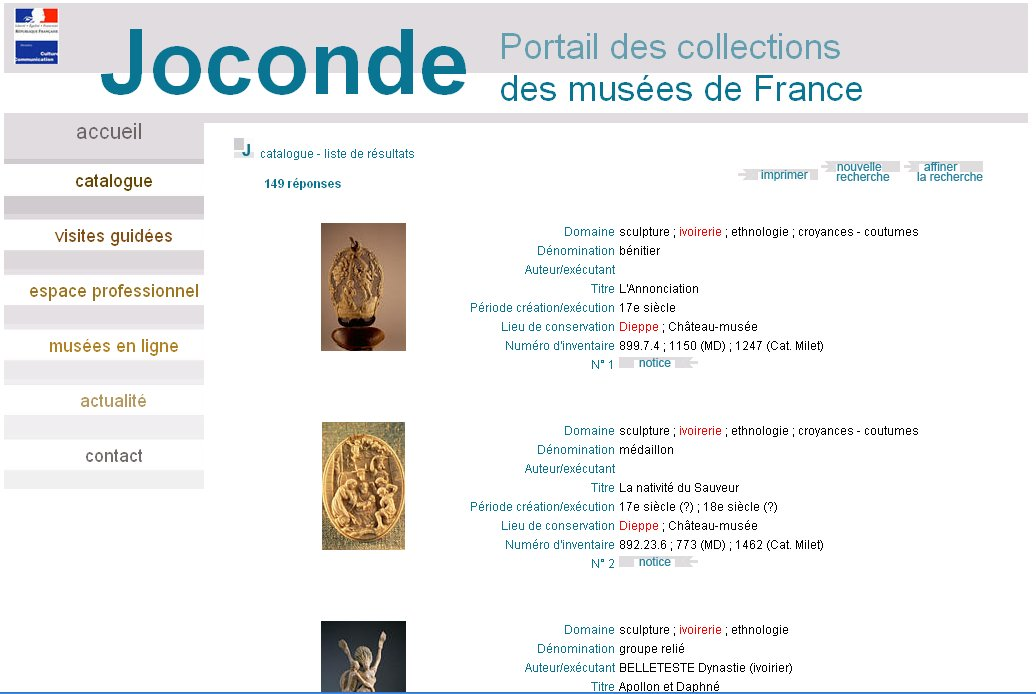

## Photographie
Chaque objet de la collection doit être photographié. Annexer des photographies dans la documentation textuelle peut servir pour la repérage en réserve, ou en cas de bris, perte ou vol la photographie d’un objet s’avère très utile.

## L’informatisation des données et les technologies
L’informatisation des collections peut être concrétisée au moyen d’un logiciel informatisé. Cette pratique « facilite ainsi le traitement et la mise à jour de l’information, réduit le besoin de manipulation des objets et favorise l’échange d’information. » Ainsi, dans un musée, l’informatisation des données, voire les technologies, « sont perçues comme des outils qui allaient d’abord et avant tout permettre aux musées de se doter de systèmes plus performants de gestion de collections. » Les technologies auront même servi à obtenir une conservation « exemplaire » d’une « œuvre dite traditionnelle », c’est-à-dire rendre un document accessible sous un format lisible pour longtemps.  
L’informatisation des collections a aussi changé les attentes des usagers en ce qui concerne le partage des documents. Ces derniers ont des attentes de plus en plus élevées quant à l’accès aux collections notamment en ligne. Les musées ont alors développé un environnement réseau où leurs collections ne sont plus seulement conservées et consultables pour les professionnels du milieu, mais sont aussi accessibles en ligne pour tous. Grâce à la numérisation, chaque musée a maintenant la possibilité « de faire reconnaître la richesse de leur fonds, mais également le travail et la collaboration scientifique de leur organisation. »
Avec l’évolution constante des technologies, les collections elles-mêmes ont intégré des technologies à leur création, rendant de plus en plus complexe la conservation des documents. Ces technologies au sein des collections rendent les documents mutables et éphémères, donc difficiles à conserver tels qu’ils ont été créés. Cette transition numérique amène de nouveaux défis pour le catalogage des musées qui sont amenés à redéfinir les règles de conservation, car il est maintenant question d’émulation, de migration et de réinterprétation. Ces nouveaux procédés de conservation « suscitent bien des débats autour de l’esthétique initiale, de la valeur intrinsèque et des questionnements au sujet de la propriété intellectuelle. »

## Le CIDOC CRM
« Le CIDOC CRM (modèle de référence conceptuel) fournit des définitions et une structure formelle pour décrire les concepts et les relations implicites et explicites utilisés dans la documentation sur le patrimoine culturel. Le CIDOC CRM a pour but de promouvoir une compréhension partagée de l'information sur le patrimoine culturel en fournissant un cadre sémantique commun et extensible auquel toute information sur le patrimoine culturel peut être associée. Il est destiné à être un langage commun pour les experts du domaine et les exécutants pour formuler des exigences pour les systèmes d'information et pour servir de guide pour la bonne pratique de la modélisation conceptuelle. De cette manière, il peut fournir la « colle sémantique » nécessaire pour la médiation entre différentes sources d'informations sur le patrimoine culturel, telles que celles publiées par les musées, les bibliothèques et les archives ». L’adoption du modèle CIDOC- CRM permet aussi de créer une base de données homogène facilitant les opérations de migration de base des données. « (...) la finalité du CIDOC CRM, on pourrait dire qu’il s’agit essentiellement de mettre en relation des informations d’origine diverses ». Relation qui favorise l’accès et la recherche, qu’enrichi les informations mutuellement.

## Logiciels de gestion de collection
Plusieurs logiciels de gestion de collection sont disponibles dans le marché. Le défi se présente dans le choix de ces programmes, qui a l’aide d’un bon marketing, peut se présenter comme une solution définitive pour tous les problèmes de la gestion de collections. C’est d’extrême importance de connaitre les besoins de l’institution et de bien choisir un outil que correspond aux nécessites de l’institution muséale. Le gouvernement du Canada présente une liste de critères des choix pour servir les professionnels de musées. Parfois, cet outil peut être très coûteux pour les petites institutions qui ont un budget réduit. Des solutions sont présentées par des associations.
L’importance du catalogue de collection est unanimité parmi les professionnels des musées, « La documentation innerve toutes les opérations de mise en exposition, de mise en livre et de mise en ligne. Elle opère comme une base de contenus et une cheville ouvrière dans le catalogue, dans l’apparat critique et l’appareil iconographique et documentaire : ses contraintes, ses formes et ses oublis accompagnent ainsi son histoire ».